# Bradyrhizobium denitrificans
Bradyrhizobium denitrificans — бактерия из рода Bradyrhizobium, выделенная с поверхности озера в Германии. Типовые штаммы: ATCC 43295, DSM 1113, HAMBI 2266, IAM 1005, IFAM 1005, LMG 26303, LMG 8443,, Müller 222, NCIMB 12292, USDA 4967, VKM B-2062.